# Loji (Jatiwangi)
Loji is een bestuurslaag in het regentschap Majalengka van de provincie West-Java, Indonesië. Loji telt 3985 inwoners (volkstelling 2010).